# Henry Hobson Richardson
Pour les articles homonymes, voir Henry Richardson et Richardson.
Henry Hobson Richardson (né le 29 septembre 1838 - mort le 27 avril 1886) est un architecte américain, qui appliqua la tendance éclectique et diffusa les préceptes de l'Académie des beaux-arts dans son pays. On lui doit notamment la diffusion dans son pays, du style néoroman appelé « roman richardsonien ».

## Biographie
Richardson est né le 29 septembre 1838 à la plantation de Priestly dans la Paroisse de Saint-Jacques en Louisiane, il étudie d'abord à Harvard puis, en 1859, à Paris. À son retour en 1865, il fonde une agence d'architecture à Boston.
Il meurt à Brookline le 27 avril 1886 et est enterré dans le cimetière de Walnut Hills de la ville.

## Réalisations

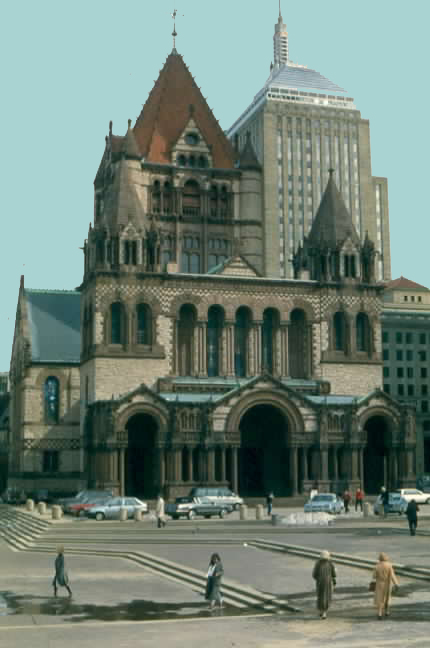
Trinity Church à Boston

Il travaille surtout pour des grandes familles américaines, en particulier pour les Ames du Massachusetts. On lui doit :
- à Albany, le Capitole de l'État de New York (1867-1889)
- à North Easton (Massachusetts), la bibliothèque (Ames Library, 1877-1879), l'hôtel de ville (1879-1881, Ames Town Hall) et la gare (1881)
- à Boston, deux immeubles de bureaux pour les Ames et la Trinity Church (1872).
- à Chicago, le grand magasin Marshall Field's Wholesale Store (1885-1887), démoli en 1930[1]
- la bibliothèque Billings de l'université du Vermont, Burlington, 1883-1886
- la Winn Memorial Library, Woburn, Massachusetts, 1877-1878
- la Crane Memorial Library, Quincy, Massachusetts, 1880-1883
- Sever Hall, sur Harvard Yard, Cambridge, 1878-1880
- la maison de William Watts Sherman en 1874-1875
- la maison de F. Stoughton à Cambridge (1882-1883)
- le palais de justice et la prison du comté d'Allegheny (1884-1888).